# Euploea gamelia
Euploea gamelia is een vlinder uit de familie Nymphalidae, onderfamilie Danainae.
De wetenschappelijke naam van de soort is voor het eerst geldig gepubliceerd in 1823 door Jacob Hübner.
De soort komt alleen voor in Indonesië.